# Литопс Аукамп
Литопс Аукамп (лат. Lithops aucampiae) — вид растений рода Литопс (Lithops) семейства Аизовые (Aizoaceae). Вид назван в честь Хуаниты Аукамп (Juanita Aucamp).

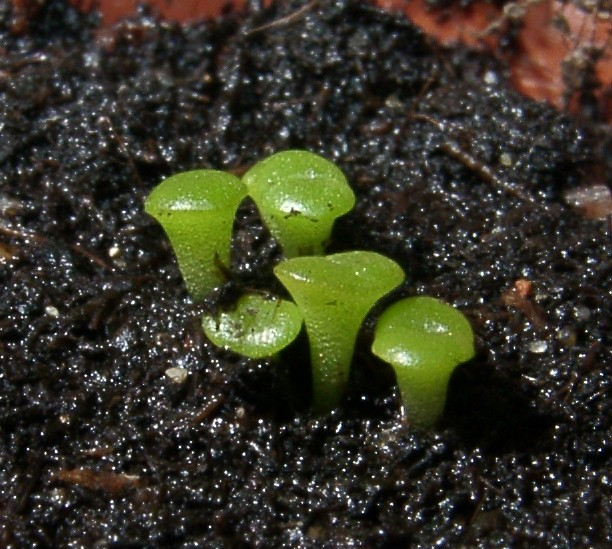
Пятидневные всходы

В окраске листьев некоторых форм доминируют коричневые или голубые тона. Диаметр желтых цветков достигает 4 см.
Ареал — средняя часть Капской провинции на юге Африки, к северу от реки Оранжевой.

## Разновидности
- Lithops aucampiae subsp. euniceae (de Boer) D.T.Cole, 1988[2]
- Lithops aucampiae var. koelemanii (de Boer) D.T.Cole, 1973[3]